# گلوریشی دودی
گلوریشی دودی (نام علمی: Threnetes niger) نام یک گونه از سرده گلوریشی‌ها است.